# Vittorio Anedda

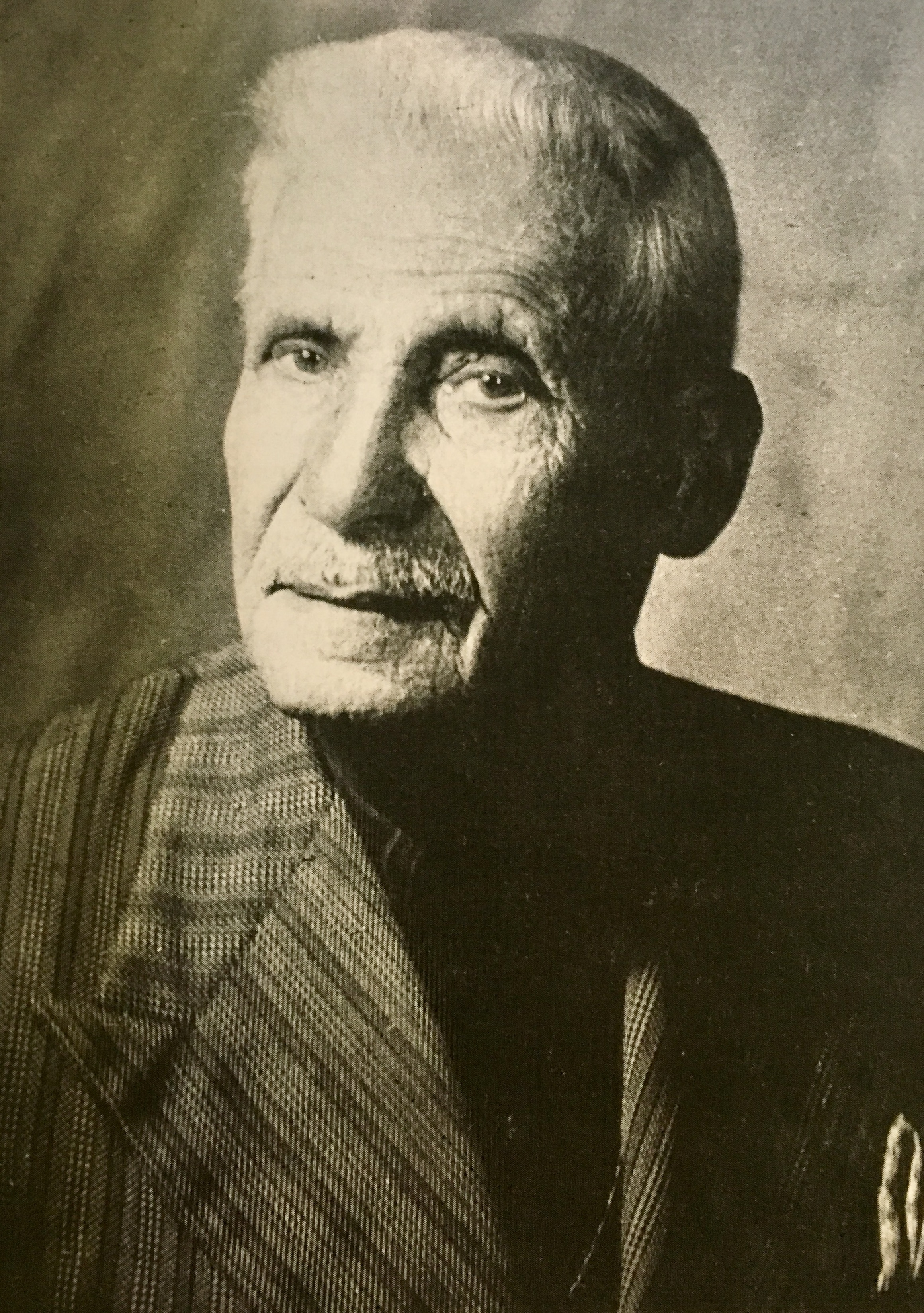
Ritratto di Vittorio Anedda, in una foto degli anni '50

Vittorio Giovanni Anedda, noto Giovanni Anedda (Orroli, 25 giugno 1876 – Orroli, 18 dicembre 1959), è stato un dirigente d'azienda, archeologo, mineralogista e pubblicista italiano, primo cultore, scopritore e studioso del Nuraghe Arrubiu di Orroli, direttore e tecnico minerario, già amministratore locale, Commissario Prefettizio di Orroli nonché socio e presidente della locale Cassa Rurale di Prestiti. Fu nominato ispettore onorario antichità e belle arti e cavaliere della Repubblica.

## Biografia

### Famiglia
Vittorio Giovanni Anedda nacque il 25 giugno 1876 nella storica casa di famiglia ad Orroli, comune del Sarcidano nell'attuale provincia del Sud Sardegna, dove la famiglia risiede da generazioni. Figlio di Salvatore Anedda e Anna Irene Caria, appartiene a un'agiata famiglia sarda di proprietari terrieri che vanta esponenti impegnati, in particolare dal XIX secolo, in rilevanti incarichi pubblici, in ambito militare, nel settore privato e dell'industria mineraria. Discende da Nicolò Caria, proprietario terriero, già sindaco di Orroli a metà dell'800. Lo zio Francesco Caria (1866 - 1953), cavaliere ufficiale dell'ordine della Corona d'Italia, ricoprì importanti incarichi nell'amministrazione delle Dogane (dove iniziò la carriera nel 1893) nella quale venne nominato ispettore capo della Dogana centrale di Cagliari fino al 1934, quando venne congedato come direttore onorario. Il fratello Costantino Anedda (1891 - 1972), proprietario terriero, imprenditore agricolo e tecnico minerario, fu direttore di bacini minerari in Indocina francese nel Tonchino e in Toscana a Siena nonché ufficiale di artiglieria del Regio Esercito durante il primo conflitto mondiale. Il figlio Bruno Anedda (1911 - 1978), ingegnere minerario, fu capo del Corpo delle Miniere della Sardegna, ispettore generale del distretto minerario di Iglesias, dirigente e docente di geologia dell'Istituto minerario di Iglesias, membro della delegazione italiana a Bruxelles nell'Organo permanente per la sicurezza delle miniere della Commissione europea (Mines Safety and Health Commission), membro e presidente del Consiglio Superiore delle Miniere del Ministero dell'Industria e del Commercio, socio dal 1940 e membro del Consiglio di Presidenza dell'Associazione Mineraria Sarda tra il 1941 e il 1949; partecipò inoltre alla seconda guerra mondiale come ufficiale di artiglieria del Regio Esercito e fu deportato e prigioniero dei tedeschi tra il 1944 e il 1945 nel campo di concentramento di Buchenwald-Dessau. Il consuocero Agostino Onano (1875-1954), notaio nei distretti di Cagliari e Lanusei, giudice conciliatore ad Orroli tra il 1920 e il 1930, fu il primo Sindaco elettivo di Orroli dal 1946 al 1949. 

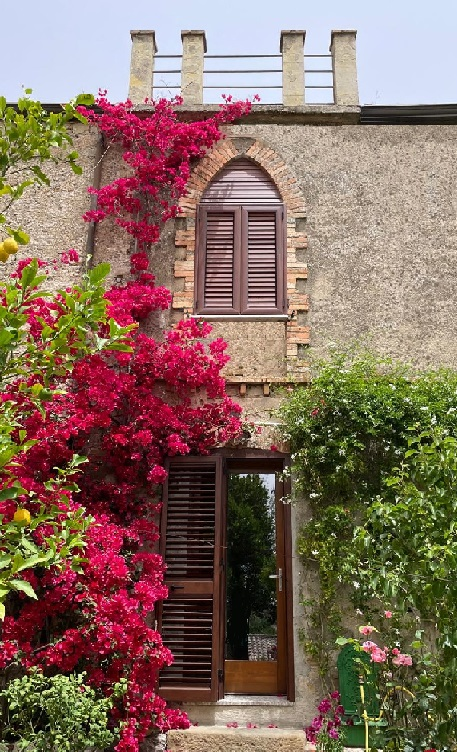
Villa Anedda (neogotico XIX secolo)

La storica residenza di famiglia ad Orroli, risalente ai primi dell'800, ampliata e ristrutturata ad inizio '900, rappresenta un esempio unico nella zona e raro in Sardegna di villa con dettagli in stile neogotico, presente in diverse residenze signorili realizzate tra il XIX e XX secolo: tra gli elementi caratterizzanti si ricorda il rivestimento decorativo in cotto a vista nella cornice delle finestre del piano terreno e nella ghiera dell'arco a sesto acuto della monofora centrale al primo piano e la lunga scalinata in pietra per l'accesso al giardino sopraelevato antistante l'abitazione.

### Formazione e carriera
Dopo il diploma tecnico-commerciale alla Scuola italiana all'estero di Tunisi e il diploma di perito minerario conseguito alla Scuola Mineraria di Iglesias, completò gli studi in ingegneria mineraria presso l'École Spéciale des Travaux Publics, du bâtiment et de l'industrie di Parigi.
Tra il 1906 e il 1930 ha ricoperto numerosi incarichi di direzione di miniere sia in Italia (Sardegna, Toscana) che all'estero (Tunisia, isola di Thasos in Grecia, Indocina francese). Negli anni trenta, rientrato stabilmente in Sardegna, svolse la libera professione come consulente e tecnico in ambito minerario ed edilizio e si dedicò allo studio del territorio nel circondario di Orroli, con particolare riferimento al sito archeologico del Nuraghe Arrubiu, collaborando con Antonio Taramelli, Giovanni Lilliu, Ercole Contu. Effettuò numerose analisi e studi geologici di diverse aree della Sardegna, in particolare del territorio del Sarcidano, pubblicando una lunga serie di monografie e articoli in riviste specializzate quali ad esempio i "Resoconti dell'Associazione Mineraria Sarda" e "Cagliari economica", periodico a cura della Camera di Commercio di Cagliari. Collaborò con i geologi Silvio Vardabasso, Antonio Cavinato, Enzo Beneo, fornendo studi e analisi sul territorio orrolese. Fu inoltre corrispondente del quotidiano L'Unione Sarda. Nel 1943 fu nominato vice direttore della Società per azioni mineraria industriale sarda.
Proseguendo la tradizione avita, ricoprì diverse cariche politico-amministrative nella terra natìa: ad Orroli fu commissario prefettizio tra il 1949 e il 1952 (periodo in cui si occupò anche della progettazione e attuazione del primo Piano regolatore generale comunale), consigliere comunale, presidente della Commissione pascoli dal 1932 al 1935 (autorità incaricata di dirimere le controversie di pastori e affittuari di terreni) e capitano del Corpo dei Barracelli. In qualità di commissario prefettizio, Vittorio Anedda fu a capo della delegazione che il 6 giugno 1951 firmò l'accordo tra le amministrazioni di Mandas e Orroli che pose fine alla contestazione territoriale per l'area del Cea Mulargia, nota come "Su xert'e Cea", lite nata tra i due Comuni nel 1600 e perpetuata per oltre tre secoli.
Dal 1935 si occupò inoltre della direzione e gestione della Cassa Rurale di Prestiti di Orroli, istituto di credito del quale fu socio, presidente ed economo.
Nominato nel 1951 ispettore onorario antichità e belle arti per il territorio orrolese, nel 1953, in considerazione di particolari benemerenze, divenne cavaliere dell'Ordine al Merito della Repubblica Italiana.

### Studi sul Nuraghe Arrubiu

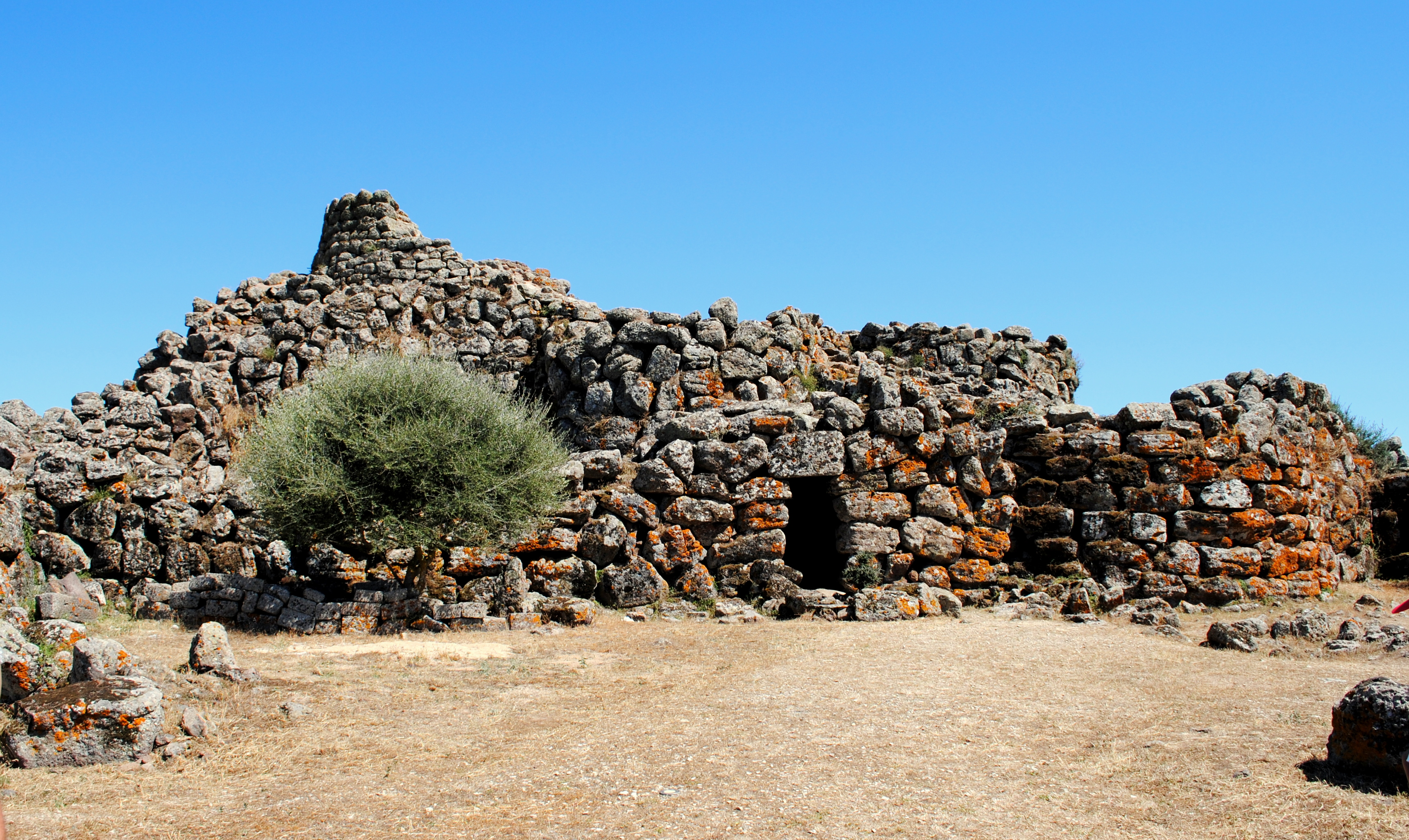
Il Nuraghe Arrubiu di Orroli in una foto del 2010

Tra gli anni venti e gli anni cinquanta del XX secolo Vittorio Anedda ebbe modo di studiare e valorizzare il monumento del proprio paese natio, il Nuraghe Arrubiu di Orroli. Il 9 agosto 1922 pubblicò su Il Giornale d'Italia la prima descrizione del sito archeologico, redatta in occasione della visita ad Orroli dell'allora direttore del Museo Archeologico di Cagliari, professore Antonio Taramelli.

La descrizione del Nuraghe effettuata da Vittorio Anedda, comprensiva di rilievi e planimetrie del monumento, è la prima ad essere stata fatta, precedendo di oltre trent'anni gli articoli scientifici dedicati al sito archeologico.

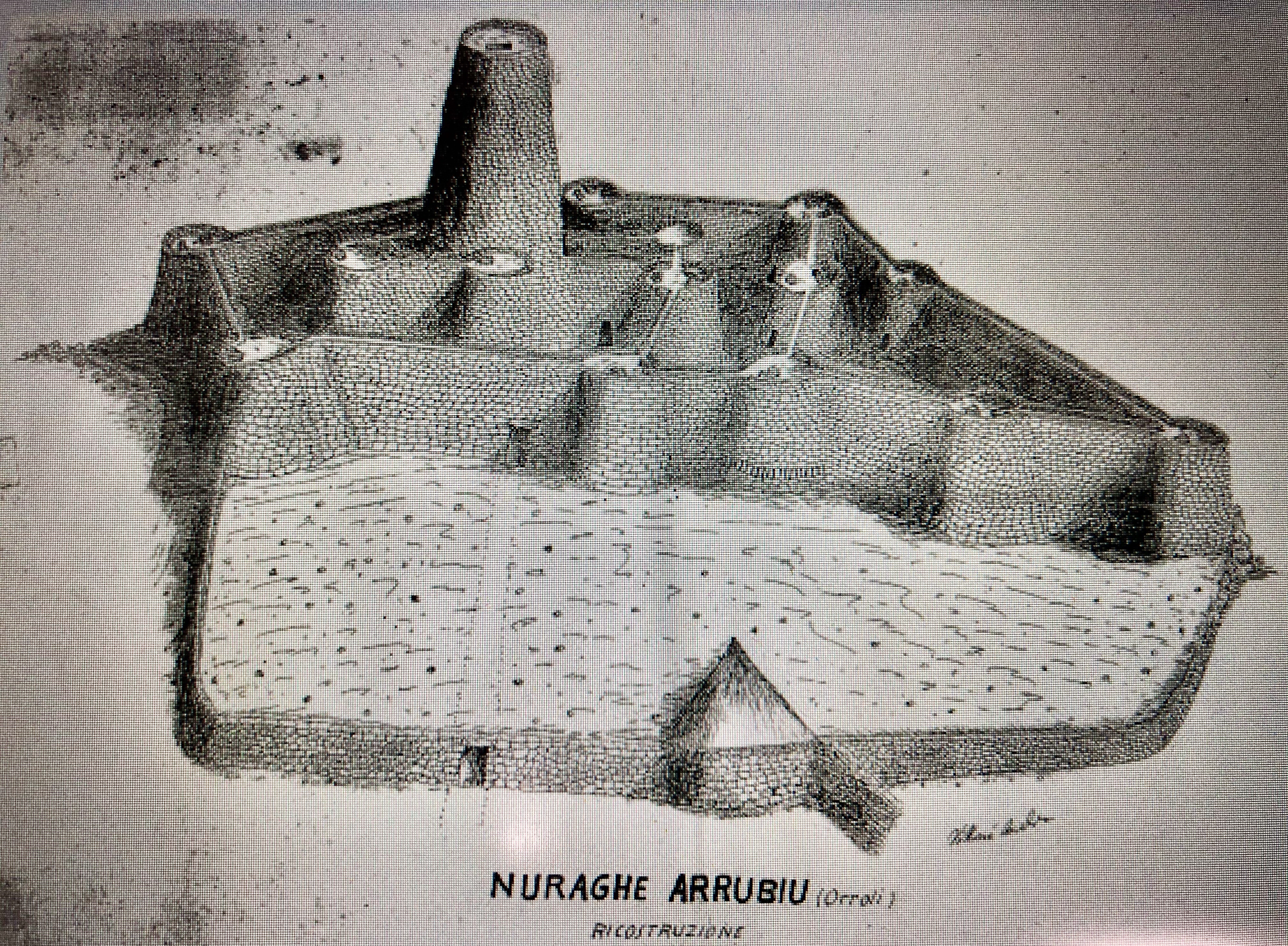
Ricostruzione del Nuraghe Arrubiu di Orroli in un disegno di Vittorio Anedda di inizio '900

Dagli studi sul Nuraghe Arrubiu nacque inoltre il rapporto di amicizia e la collaborazione tra Vittorio Anedda e il professore Giovanni Lilliu, considerato il massimo conoscitore della civiltà nuragica, con il quale collaborò agli scavi del villaggio "Su Putzu" di Orroli. Nel maggio del 1950, nell'ambito dell'escursione archeologica ad Orroli programmata a valle del Congresso internazionale di Studi Sardi, Giovanni Lilliu e Vittorio Anedda illustrarono i risultati delle prime scoperte negli scavi tra i nuraghi di Orroli. Le notizie e le informazioni fornite da Anedda verranno poi riprese dall'archeologo Ercole Contu, che pubblicò nel 1952 un pezzo sul monumento in "Studi Sardi" dal titolo "La fortezza nuragica di Nuraghe Orrubiu (Nuoro)". Nell'articolo di Contu si fa riferimento alla visita di Taramelli ad Orroli nel 1918, guidato da Vittorio Anedda, nonché alla descrizione del sito archeologico fatta su Il Giornale d'Italia nel 1922. Contu afferma come "la notizia destò allora meraviglia ed incredulità" ma la cosa cadde tuttavia "nella dimenticanza"; per avere "un'altra breve descrizione" del nuraghe bisognerà aspettare quindi la pubblicazione dell'articolo Una visita di studiosi di archeologia ad Orroli in un importante villaggio preistorico: il grandioso complesso del nuraghe "Arrubiu" su Il Quotidiano Sardo del 14 gennaio 1950, sempre ad opera di Anedda. In tale articolo, Vittorio Anedda raccontò del sopralluogo nell'area archeologica del professore Gennaro Pesce, sovrintendente alle Antichità della Sardegna e del professore Giovanni Lilliu, direttore degli scavi nel villaggio preistorico di Orroli, offrendo una accurata descrizione del sito. Nel 1952 Vittorio Anedda partecipò a Roma al II Convegno nazionale degli ispettori onorari alle antichità dove ebbe modo di far conoscere scritti, foto e disegni sul monumento orrolese, facendosi promotore di specifiche visite di ricercatori al sito. Per l'avvio dei primi interventi di scavo nell'area archeologica del Nuraghe Arrubiu bisognerà tuttavia attendere il 1981. Le campagne di scavo proseguirono fino al 1996, per poi essere riprese a partire dal 2012.
L'attività di studio del Nuraghe Arrubiu da parte di Vittorio Anedda è citata dallo scrittore Marcello Serra nella sua opera più importante, Sardegna, quasi un continente, pubblicata nel 1958, dove parla di Anedda come di "un archeologo istintivo e geniale che per molti lustri, con passione incompresa, ma con singolare sagacia, ha frugato fra queste pietre, individuando e rilevando tutta la zona nuragica".
Negli anni ottanta del XX secolo, il nipote di Vittorio Anedda, il geologo Giovanni Anedda effettuò ulteriori ricerche sul Nuraghe Arrubiu pubblicando diverse monografie. Tra gli studi effettuati risultano di interesse quelli relativi alle caratteristiche del complesso nuragico nonché all'individuazione di legami tra le costellazioni circumpolari e le posizioni dei nuraghi siti nella zona di Orroli e dintorni, nuraghi a tholos e a corridoio.

## Dediche
- A lui è stata dedicata la Via Vittorio Anedda nel Comune di Orroli.
- Una lapide commemorativa presente all'ingresso del Palazzo Municipale di Orroli annovera Vittorio Anedda tra le personalità illustri del Comune.

## Onorificenze
- Ispettore Onorario Antichità e Belle Arti (1951 - 1959)